# Jacques de Montberon
 (mai 2021).
La mise en forme du texte ne suit pas les recommandations de Wikipédia : il faut le « wikifier ».
Les points d'amélioration suivants sont les cas les plus fréquents. Le détail des points à revoir est peut-être précisé sur la page de discussion.
- Les titres sont pré-formatés par le logiciel. Ils ne sont ni en capitales, ni en gras.
- Le texte ne doit pas être écrit en capitales (les noms de famille non plus), ni en gras, ni en italique, ni en « petit »…
- Le gras n'est utilisé que pour surligner le titre de l'article dans l'introduction, une seule fois.
- L'italique est rarement utilisé : mots en langue étrangère, titres d'œuvres, noms de bateaux, etc.
- Les citations ne sont pas en italique mais en corps de texte normal. Elles sont entourées par des guillemets français : « et ».
- Les listes à puces sont à éviter, des paragraphes rédigés étant largement préférés. Les tableaux sont à réserver à la présentation de données structurées (résultats, etc.).
- Les appels de note de bas de page (petits chiffres en exposant, introduits par l'outil «  Source ») sont à placer entre la fin de phrase et le point final[comme ça].
- Les liens internes (vers d'autres articles de Wikipédia) sont à choisir avec parcimonie. Créez des liens vers des articles approfondissant le sujet. Les termes génériques sans rapport avec le sujet sont à éviter, ainsi que les répétitions de liens vers un même terme.
- Les liens externes sont à placer uniquement dans une section « Liens externes », à la fin de l'article. Ces liens sont à choisir avec parcimonie suivant les règles définies. Si un lien sert de source à l'article, son insertion dans le texte est à faire par les notes de bas de page.
- La présentation des références doit suivre les conventions bibliographiques. Il est recommandé d'utiliser les modèles {{Ouvrage}}, {{Chapitre}}, {{Article}}, {{Lien web}} et/ou {{Bibliographie}}. Le mode d'édition visuel peut mettre en forme automatiquement les références.
- Insérer une infobox (cadre d'informations à droite) n'est pas obligatoire pour parachever la mise en page.

Pour une aide détaillée, merci de consulter Aide:Wikification.
Si vous pensez que ces points ont été résolus, vous pouvez retirer ce bandeau et améliorer la mise en forme d'un autre article.
 (août 2009).
Si vous disposez d'ouvrages ou d'articles de référence ou si vous connaissez des sites web de qualité traitant du thème abordé ici, merci de compléter l'article en donnant les références utiles à sa vérifiabilité et en les liant à la section « Notes et références ».
Jacques Ier, seigneur de Montbron en Angoumois, maréchal de France, sénéchal d'Angoulême, premier chambellan du duc de Berry, baron de Maulévrier et d'Avoir en Anjou. Né vers 1350. Fils de Robert VII de Montb(e)ron et de Yolande de Matha. 
Yolande était la fille de Robert III de Matha et la sœur de Foulques III de Matha, prince de Didonne.
- La fille de Foulques III, Louise de Matha, nièce donc de Yolande et cousine germaine de notre maréchal Jacques, était la grand-mère maternelle de Louise de Clermont (-Nesle ; petite-fille du maréchal Jean de Clermont, dame de Matha et de Didonne), alors que la grand-mère paternelle de ladite Louise de Clermont était Marguerite de Mortagne et d'Au(l)nay, dame de Chef-Boutonne. Or Louise de Clermont, par ce double héritage dame de Matha, princesse de Mortagne et de Didonne, vicomtesse d'Aunay et dame de Chef-Boutonne (plus des droits sur le Périgord, sa mère étant Eléonore de Périgord, fille d'Archambaud V de Périgord et de Louise de Matha), fut l'épouse de François Ier de Montbron († très âgé vers 1470), baron de Maulévrier, un des fils de notre maréchal Jacques (l'autre étant Jacques II de Montbron).

Jacques assista au sacre de Charles VI, accompagna le roi dans son expédition de 1382 contre les Flamands et fut nommé sénéchal d’Angoulême.
En 1387, il passa en Gascogne et servit sous le maréchal de Sancerre.
En 1386/1388 (on trouve aussi le 3 octobre 1418, ce qui paraît aberrant), il épouse Marie de Maulévrier qui lui apporte la baronnie du même nom et la seigneurie d'Avoir. 
- Postérité ébauchée plus haut, avec leurs fils - Jacques II ; et - François Ier de Montb(e)ron († vers 1470), mari de Louise de Clermont-Nesle, dame de Matha et de Chef-Boutonne, princesse de Mortagne et de Didonne, vicomtesse d'Au(l)nay.

En 1408, Jacques épouse en secondes noces Marguerite de Sancerre († 1418), nièce du maréchal puis connétable Louis de Sancerre, déjà mariée trois fois (la deuxième avec Béraud II dauphin d'Auvergne, dont postérité). Marguerite lui laissa les fiefs de La Haye et d'Azay.
Rallié au parti bourguignon, il fut nommé maréchal de France en 1418 par le duc de Bourgogne, alors régent de France.
Mais il fut destitué en 1421 sous la régence organisée pour la minorité du roi d’Angleterre. Il mourut l'année suivante.

## Armoiries
| Figure | Blasonnement                                                                   |
|        | Écartelé: aux 1 et 4, burelé d'argent et d'azur; aux 2 et 3, de gueules plein. |